# Cuvée Delphine
Cuvée Delphine is een Belgisch bier van hoge gisting.
Het bier wordt gebrouwen door De Struise Brouwers, Oostvleteren.
Het is een zwart bier met een alcoholpercentage van 13%. Het basisbier Black Albert wordt hiervoor gerijpt in vaten van Four Roses Bourbon. Oorspronkelijk wilden de brouwers dit bier 4 Black Roses noemen maar Four Roses zagen hun naam liever niet gelinkt aan het bier. Dan werd gekozen voor de huidige naam verwijzend naar kunstenares Delphine Boël, met de link naar het basisbier. Toen haar echtgenoot John O'Hare vernam dat er een bier naar haar genoemd werd, stelde hij voor een kunstwerk van Delphine op het etiket te zetten. De keuze viel op Truth can set you Free